# Fotogramas de Plata 1970
El lliurament dels 21è Premis Fotogramas de Plata, corresponents a l'any 1970, lliurats per la revista espanyola especialitzada en cinema Fotogramas, va tenir lloc el 31 de gener de 1971 a la residència de la família Nadal, propietària de la revista, al barri de Pedralbes (Barcelona). Fins aquesta edició els premis eren anomenats Placa San Juan Bosco. Es va dissenyar una nova placa dels escultors Xavier Corberó i Olivella, Juli Guasch i Mitjans i Robert Llimós i Oriol. En aquesta edició es va entregar per primer cop el Fotogramas de Plata a la millor activitat musical.

## Candidatures

### Millor intèrpret de cinema espanyol
| Intèrpret               | Pel·lícula          | Resultat  |
| ----------------------- | ------------------- | --------- |
| Fernando Rey            | Tristana            | Guanyador |
| Francisco Rabal         | Cabezas cortadas    | Finalista |
| Terele Pávez            | Fortunata y Jacinta | Finalista |
| José Luis López Vázquez | ¡Vivan los novios!  | Finalista |
| Lola Gaos               | Tristana            | Finalista |

### Millor intèrpret de cinema estranger
| Actriu         | Pel·lícula              | Resultat  |
| -------------- | ----------------------- | --------- |
| Lee Marvin     | Paint Your Wagon        | Guanyador |
| Richard Harris | Un home anomenat Cavall | Finalista |
| Sophia Loren   | Els gira-sols           | Finalista |
| Faye Dunaway   | El compromís            | Finalista |
| Kirk Douglas   | El compromís            | Finalista |

### Millor intèrpret de televisió
| Intèrprete            | Sèrie de televisió | Resultat   |
| --------------------- | ------------------ | ---------- |
| Julieta Serrano       | Teatro de siempre  | Guanyadora |
| Mary Carrillo         | Las tentaciones    | Finalista  |
| Emma Cohen            | Estudio 1          | Finalista  |
| Emilio Gutiérrez Caba | Estudio 1          | Finalista  |
| Marisa Paredes        | Novela             | Finalista  |

### Millor activitat musical
| Intèrpret          | Resultat  |
| ------------------ | --------- |
| Joan Manuel Serrat | Guanyador |
| Mari Trini         | Finalista |
| Núria Feliu        | Finalista |
| Víctor Manuel      | Finalista |
| Miguel Ríos        | Finalista |